# 妇女导报
《婦女導報》是第二次國共内戰时期的一份婦女報刊，它的發刊詞及報導内容反映當時國民政府和中國國民黨的政治宣傳和婦女活動情況。

## 創立
該報紙於民國36年（1947年）3月8日創刊。發行社為婦女導報社，社長段吉亨。

## 背景[1]
婦女報刊的興起與發展
中國的婦女報刊創始於1898年。此時，中國第一份婦女報刊《女學報》在上海誕生，並宣傳“婦女參政”、“男女平等”、“婚姻自主”等進步觀念。戊戌變法、辛亥革命和民國初年婦女參政運動期間，大約有40種婦女報刊被創辦。
五四運動和國民大革命時期，婦女報刊進一步發展。早期的婦女報刊活動解放了婦女思想，為今後的婦女報刊活動積累了經驗。
1927——1937國共政權十年對峙期間，中國的婦女報刊活動一度停滯。
抗日戰爭期間，由於抗日民族統一戰線建立，全民抗戰，婦女報刊再度出現繁榮，為後續發展打了基礎。
第二次國共內戰時期的特殊條件
第二次國共内戰期間，全國人民渴望以此事件為轉機實現和平建國，辦報需求空前高漲。國共兩黨借助報紙進行宣傳鬥爭，辦報活動空前活躍。由於此前的積累，婦女報刊也成為一股重要的輿論力量。據不完全統計，第二次國共内戰時期新創刊的婦女刊物有60種之多，有旬刊、半月刊、月刊、雙月刊等多種形式。其中，從抗戰勝利到1948年底，國統區各婦女團體先後創辦了四十逾種婦女刊物。

## 創刊詞
原文
“顾亭林云：天下兴亡，匹夫有责，在对日神圣抗战期中，我们中国妇女，在前线，在后方，在工厂，在农场在都市，在乡村，无不以其英勇之姿态，在各种场合尽了自己应尽的责任搏得人们的好评。
抗战是我们的手段，建国才是我们的目的。现在是建国的时期，我们全国的妇女应团结一致，将过去参加抗战的精神，致力建国的工作。
建国工作，千头万绪，实较抗战工作，艰巨百倍，欲完成这种伟大的任务，除全国人民群策群力外，首须舆论以为倡导，我们妇女占全国人口二分之一，实为建国主力，对于建国之成败，大有举足轻重之关系。报纸是人民的喉舌，舆论的代表，关系建国亦非常重大。乃环顾今日全国之报纸，代表政党者有之，代表团体者有之，代表兵工农商各界者亦无不有之，而独代表全国二万万之妇女者，尚付阙如，如此，怎能达成妇女对建国贡献之任务。
本报适应时代之需要，站在妇女之岗位办刊问世，冀以领导全国妇女共赴建国，进而与世界妇女，促进世界和平，至本报内容，将以报道妇女动态，指导妇女生活，研讨妇女问题，促进妇女文化，提高妇女学术为主，如此则本报实为全国妇女之喉舌，青年妇女之良友，广大妇女之顾问，写作妇女之园地，理想崇高，工作艰巨尚希望海内外先进妇女，及关心妇女事业之社会贤达时予批评指导及扶植。

## 典型报道

### 政治报道
国民党政治活动报道
1. 《第二届国大代表选举四月开始办理》
2. 《今日三八妇女节 首都妇女届举行热烈纪念》
3. 《国民党三中全会决澄清吏治》
4. 《京市党部改组 预定月底完竣》
5. 《优秀儿童会见首长》
6. 《勿忘此日 九一八十六周年》

共产党负面报道
1. 《恶贯盈满 匪首毛泽东病危 刘少奇代理职务》
2. 《众望所归 万民爱戴 蒋中正当选大总统》
3. 《民航舵手 民国桥梁 我们的大总统》
4. 《苏联为什么是一个侵略势力》
5. 《除暴安良 肃清奸匪潜伏分子 完成战乱神圣使命》
6. 《共匪暴行 女学生换军火》
7. 《人间悲剧 女生为娼》

部分报道原文
今日三八妇女节 首都妇女界举行热烈纪念

【本报讯】今日为国际妇女节，首都各界妇女纪念三八节筹备会，以此为胜利还都后
第一节三八妇女节，意义重大，特定于上午九时假座大华戏院举行纪念大会，热烈庆祝，闻纪念节除开纪念外，并将举行妇女参政座谈会，以促进妇女对参政意义之认识。
“匪首”毛泽东病危，刘少奇代理职务

（军闻社讯）毛泽东恶贯盈满，近患重病，面目浮肿，全身麻木，经医生会诊一致认为难治，现匪方已决定由刘少奇代理毛泽东职务云。

（又讯）自政府公布对共党宽大为怀，已既往不咎后，陕北各系自首共匪达一八四八人云。

### 妇女新闻相关报道
人物报道及妇女趣闻
1. 《妇女解放先驱——秋瑾》
2. 《新闻人物 威廉明娜 荷兰逊位女皇》
3. 《塔布衣夫人 一位成功女记者兼权威女政论家》
4. 《柯利夫妇荣获诺贝尔医学奖金》
5. 《英女科学家发现不毛之土繁殖树木》
6. 《法国女人 关心面包的大小 不管裙子的长短》
7. 《台湾职业妇女 举行国语比赛》
8. 《女钢琴家名扬海外 中国太太喜产麟儿》
9. 《世界妇女：香港妇女秋装展览》
10. 《妇女首饰漫谈》

妇女活动报道
1. 《三八妇女节在中国》
2. 《看！二十年后就是妇女的世界》
3. 《宪法中的妇女地位》
4. 《美国妇女选民联盟》
5. 《取消对妇女的歧视 美国会进步的表现》
6. 《行政院明令公布妇女可任行政官吏》

部分报道原文
女钢琴家扬名海外，中国太太喜产麟儿

（英新闻处）英国肯特地方音乐竞赛会，三月十四日假福克斯冬举行决赛，中国女钢琴家程色西（译音）参加演奏，程女士来英方五个月云。广东蔡龙季逸女士，本年一月十四由沪乘克利夫兰总统号轮船赴美，于船离檀香山后二日，产一男孩，即名为克利夫兰，依美国法律，此孩取得美国国籍，以后再乘此船，可以终身免费云。

分析
李谢莉认为，《妇女导报》虽在创刊词中称自己是代表妇女的报纸，但带有明显的国民党政治宣传色彩，其性质应为国民党指导下的、在妇女中宣传国民党建国工作的报纸。该报纸的各类新闻报道中，对于妇女权益、妇女参政类的报道占多数，通过对国内妇女参与政治活动和国外妇女参政的报道，达到吸引妇女参与国民党政治建设的目的。同时《妇女导报》选取具有代表性的杰出中外优秀女性的事例进行报道，以激励妇女自强自立；选取各种趣闻轶事，展现了各国妇女的生活状态，对妇女生活进行指导并提供娱乐，极大丰富了妇女读者的心灵和精神世界。